# ستاردست (نبات مائي)
ستاردست (بالإنجليزية: Star dust)، نبات مائي يشبه النجمة وبه نقوض بيضاء، ذو قوة تحمل عالية ومعمر.